# Книга Пісень Соломонових

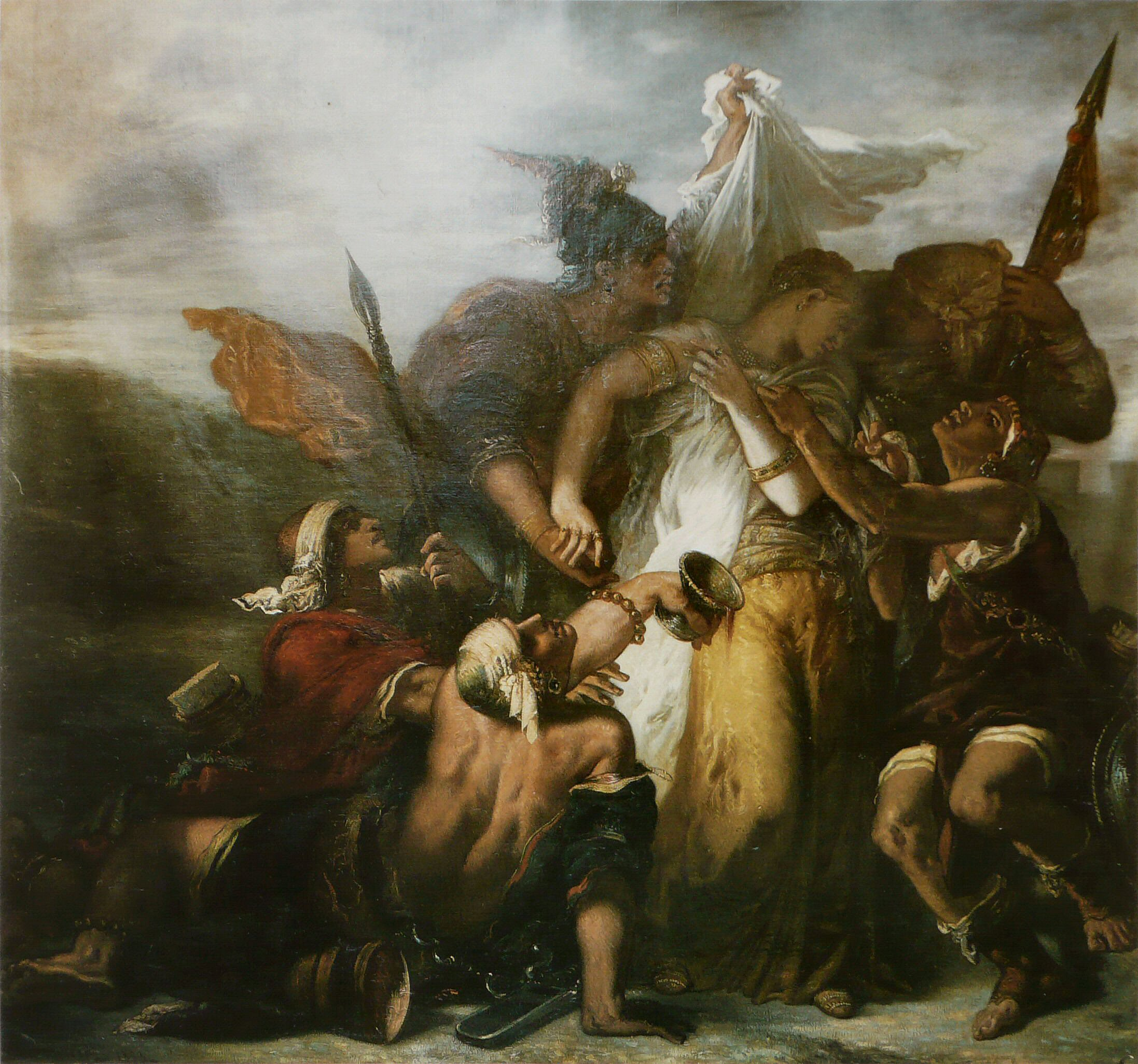
Пісні Пісень (Гюстав Моро, Діжонський музей образотворчого мистецтва).

Пісня Пісень, Пісня над піснями, Книга Пісні Пісень Соломона, Книга Пісень, (П. П.) (івр. שִׁיר הַשִּירִים, шір гa-шірім, грец. ᾆσμα ᾀσμάτων, ὃ ἐστι Σαλώμων, лат. Canticum Canticorum Salomonis) — книга Старого Заповіту Біблії та Танаху, що приписується цареві Соломону і являє собою збірку любовних гімнів, які розкривають взаємні почуття Соломона й Суламіти (Суламіфи) і вихваляють красу одне одного. Однак за цим дослівним значенням криється і алегорична думка. У Пісні Пісень відтворено любов Ягве-Господа до свого народу Ізраїля, а також щиру подружню любов. Йдеться, отже, про віковічну Божу любов до народу й кожної окремої душі.

## Назва та час написання
Назва Пісня Пісень — гебраїзм. Означає: найкраща пісня, пісня над піснями. Книга є збіркою пісень укладених у формі діалогу, чи монологу про взаємне кохання «чорної, але гарної» мешканки Єрусалиму, на ім'я Суламіта (від євр. «шалом» — мир, від цього ж іменника походить ім'я Соломон), та її обранця, якого часто ідентифікують із царем Соломоном. Можливо, саме із цієї причини вважається, що Книга постала в часи Соломона — періоду достатку, багатства і радості. Однак більш розповсюдженою є думка, що книга написана після неволі, за Езри та Неємії (середина V ст. до н. е.).

## Трактування
Книга Пісні Пісень поряд з Книгою Псалмів з ТаНаХу та Євангеліє від Івана з Євангелії належить до тих, що їх найрізноманітніше і найчастіше пояснюють. Ця різнорідність виявлена ще у дохристиянські часи. Свідченням цього є обурення з яким рабин Аківа († 135 р. до н. е.) сприйняв інформацію про те, що Пісню використовують під час весільних забав. При цьому він сказав часто повторюванні відтоді слова: «нехай ніколи в Ізраїлі не виникає сумніву, що Пісня пісень плямить руки (тобто є святою), оскільки цілий світ не вартий того дня, в який Пісню було дано Ізраїлю. Усі Кетувім святі, але Пісня найсвятіша». Ця подія виразно свідчить про те, що існує два основних напрямки інтерпретації Книги.

### Збірка пісень про кохання
Віддавна існує думка, що Книгу Пісні Пісень слід сприймати як збірку пісень про кохання, складених для весільної урочистості, можливо царя Соломона, який одружується із дочкою фараона. У такому разі тексти Пісні були б урочистою прославою людського кохання і коментарем до двох перших розділів Книги Буття. Сильною стороною цієї інтерпретації, практично невідомій єврейській екзегетичній традиції і дуже рідкісної для християнської традиції, є вшанування її прямого і безпосереднього сенсу. Однак така інтерпретація створює низку труднощів і породжує питання — якщо це звичайні пісні про кохання, то як пояснити їх пророчий словник та численні посилання на географію Землі Обітованної?

### Алегорична інтерпретація
На противагу інтерпретації Пісні Пісень як збірки пісень про кохання, існує алегорична інтерпретація. У Молодому вона вбачає Бога [[Ягве]|Саваофа] — Господа, у Молодій — Ізраїль, або Церкву, або врешті душу людини. Ця інтерпретація глибоко закорінена у єврейській і християнській традиціях. Певним її різновидом є містична інтерпретація, яку започаткував Оріген, розвинув Григорій Ніський і Бернард Клервоський. Свій остаточний вираз вона отримала у листах святого Івана від Хреста та св. Терези Авільської. Прикметним є те, що Книга яка серед учених — з огляду ніби-то любовної тематики — була предметом мало що не кофузу, стала улюбленим твором містиків — твором який виражає і пояснює досвід поєднання з Богом.

Книга Пісні Пісень у єврейській і християнській традиції визнано «вінцем» цілого Святого письма слід інтерпретувати у світлі всієї Біблії. Якщо кохання двох людей описано мовою, якою Біблія розповідає про любов Бога до народу, за допомогою лексики, якою у Біблії представлений союз із Давидом і месіанські пророцтва, то очевидно тут не йдеться про «звичайне» людське кохання, і в будь-якому разі не тільки про нього. Інтерпретована у світлі Біблії, а особливо у світлі висловлювань пророків, Книга напевно може стосуватися тільки любові Бога до ізраїльського народу, в якій вся Церква і кожна людина зокрема може побачити «любов яка перевищує всяке пізнання».

## Розділи Книги Пісні Пісень
Книга складається із п'яти пісень і за алегоричною інтерпретацією:
- У першій пісні (розд. Пісн. 1:5 — Пісн. 2:7) Ізраїль, який правдоподібно ще перебуває у вигнанні, мріє про повернення на свою землю і про повернення до неї Бога.
- Друга пісня (розд. Пісн. 2:8- Пісн. 3:5) наводять на думку про кінець неволі й показує приготування до повернення
- Третя пісня (розд. Пісн. 3:6 — Пісн. 5:1) підготовляючи повернення до Юдеї, розповідає про відновлення єдності з Богом, яка була розірвана внаслідок гріхів Молодої, тобто народу.
- Четверта поема (розд. Пісн. 5:2 — Пісн. 6:3) описує як Неємія відбудовує Храм.
- П'ята і остання пісня розкриває Божі обітниці, дані народові, та розповідає про остаточне навернення народу.

Епілог містить заохоту до вірності Богові. Заохота є тим потрібнішою, чим більші зовнішні небезпеки. Врешті-решт духовна драма, якою є історія народу, закінчується тріумфом любові Бога та повним і остаточним поєднанням з Ним.

## Переклади і переспіви українською мовою
Дехто вважає, що перший український переклад Пісні над Піснями з'являється в середині XVI ст. 
- Куліш П. Голосіння Іереміи. Пісня Пісень : переспіви. – Чернігівський літературно-меморіальний музей-заповідник Михайла Коцюбинського. № А-4516.[3]
- Панас Мирний. 1. Соломонова пісня над піснями; 2. Сучасна пісня над піснями. Незавершений переклад // Інститут літератури Національної академії наук України, ф. 5, № 240.[4]
- Пісня пісень: (Переспів другої глави) / Перекл. Б. Кравців // Дажбог. – 1934. – Ч. 8. – С. 138–140.[5]
- Пісня Пісень – українською мовою звіршував Богдан Кравців / Обкл. С. Гординського. – Львів: Накладом Ольги Микитки-Стецишин, 1935. – 48 с.
- Пісня Пісень / Пер. Богдана Кравціва (1935)[6] // Поезії / Кравців Б. - Львів: Фенікс Лтд., УПІ ім. І. Федорова, 1993.
- Пісня Пісень : переспів Богдана Кравціва // Богдан Кравців. Під рідними і зорями чужими. Поезія, переклади, літературознавство, публіцистика та проза. – Львів : Світ. – 2018. – 626 с.
- Пісня над піснями / Перекл. М. Кравчук // Дзвони. – 1936. – Ч. 1/2. – С. 3–15; Ч. 3. – С. 85–92.
- Три Книги Святого Письма Старого Завіту: Рут-Товіт-Пісня Пісень / Перекл. Володимир Дзьоба. Мюнхен: Лоґос, 1957. 69 с. (Завантажити тут)
- Пісня пісень : переспів Анатолія Бортняка // Всесвіт : журнал іноземної літератури. – 1989. – № 2. – С. 125–136.
- Пісня пісень / переспів А. Криштальський ; худож. А. Пріщенко. - К. : Наша віра, 2000. - 30 с.: іл. - ISBN 966-95533-1-8
- Пісня пісень : переспів Станіслава Зінчука // Закон вірності : поезії / С. С. Зінчук. – К. : Дніпро, 1984. – 157 с.[7]
- З "Пісні Пісень Соломона" : переспів Дмитра Загула // З зелених гір : поезії / Дмитро Загул. – У Києві : Т-во ”Час”, 1918. – 104 с. Режим доступу: https://chtyvo.org.ua/authors/Zahul_Dmytro/Z_zelenykh_hir/ або https://elib.nlu.org.ua/view.html?&id=7910
- Пісня над піснями в художньому переспіві Тетяни Яковенко : [поезія]. — Вінниця: Віноблдрукарня, 2004. — 28 с.
- Пісні Пісень Соломона (вільний переспів) // Поетична Біблія : [переспів Івана Чупашка] / Іван Петрович Чупашко; В.о. Львів. держ. музична акад. ім. М. Лисенка. – Львів : Кварт, 2004.– 275 с. – ISBN 966-87921-6-5
- З Пісні пісень : [вірш] / Іван Драч // Вітчизна. – 1964. – № 8. – С. 88–89.[8]
- Пісня пісень : поема ; пер.-переспів з вірм. В. Фединишинця / Паруйр Севак. – Вид. 2-ге. – Ужгород : [б.в.], 1983. – 56 с.[9]